# Hospital de Sant Llàtzer (Girona)
L'Hospital de Sant Llàtzer és un antic hospital al raval de Pedret a Girona inclosa a l'Inventari del Patrimoni Arquitectònic de Catalunya.

## Descripció
És un edifici de planta allargada de dues crugies paral·leles a façana i de cinc trams reflecteix a façana per cinc arcs carpanells. És de planta baixa i un pis, i a la planta primera, en façana, apareixen finestres de pedra, llinda plana amb diferents escuts de la ciutat i d'altres, col·locades lliurement. Abans de la rehabilitació de l'edifici van estar molt deteriorades i tapiades, havent-hi obert de noves. Els arcs carpanells també estaven tapiats, excepte el dretà i l'esquerrà. El primer, que estava mig tapiat, era per accedir a l'església de Sant Jaume, més tardana i incorporada al conjunt; la segona amb escala exterior i porta renaixentista amb guardapols i dos capitells petits, floral el de l'esquerra i zoomòrfic el dret. La façana és de pedres ben treballades.

### Capella de Sant Jaume
És una capella d'una nau incorporada a l'Hospital de Sant Llàtzer vers el segle xiv. Tot l'absis és ficat sota la via del FFCC cap a França que passa pel darrere. El primer tram d'arc carpanell, per la dreta, de l'hospital crea una mena de porxo d'accés a la capella per una porta de traça renaixentista. Al damunt, una finestra s'ha convertit en òcul. Té campanaret d'espadanya d'arc de punt rodó. El teulat sobresurt del conjunt de l'Hospital. A la façana lateral dreta, encaixonada amb la muntanya, hi ha una finestra d'arc de punt d'ametlla.

## Història
Al 1170 hi ha les primeres notícies com a Hospital dels Leprosos, i dels Mesells. També i pel lloc, de Pedret. Més tard, com a Sant Llàtzer, per la capella interior. Abans del 1333 (quan tenim les primeres notícies) es construeix, al costat, la capella de Sant Jaume i que també donaria nom al conjunt, quan a la fi s'unificà tot. Al 1555 el rei Carles I d'Espanya emet un document a favor de la institució, que s'engrandeix a l'altre costat de la carretera (1583: molí-rasclosa de la Manola). Al 1666 comença a plegar a l'esser inaugurat el nou hospital de Santa Caterina a Girona.